# Hans Iversen (færøsk politiker)
 For alternative betydninger, se Hans Iversen. (Se også artikler, som begynder med Hans Iversen)
Hans Iversen (født 16. december 1886 i Kvívík, død 1. maj 1984) var en færøsk købmand og politiker (SB). Han var borgmester for Kvívíkar kommune 1912–1918. Iversen sad i Lagtinget for Norðurstreymoy 1932-36 og 1940-1966. Han mødte fast som suppleant for Mikkjal Samuelsen 1939–1940. Iversen var også medlem af Landstinget fra 4. august til 21. september 1953, da Landstinget blev opløst efter vedtagelsen af Grundloven af 1953.